# Llista d'episodis d'American Horror Story

Títol de la sèrie.

American Horror Story és una sèrie dramàtica amb pinzellades de terror, creada i produïda per Ryan Murphy i Brad Falchuk per a televisió. La primera temporada es va centrar en la família Harmon: en Ben, la Vivien i la seva filla Violet, que es traslladen de Boston a Los Angeles després que la Vivien va tenir un avortament involuntari i en Ben va tenir una aventura amorosa amb una noia més jove anomenada Hayden. Per superar aquestes adversitats, decideixen traslladar-se a una mansió restaurada, sense saber que la casa està encantada pels seus antics habitants que foren assassinats allí.
La sèrie s'emet a la televisió per cable FX canal als Estats Units. Es va estrenar el 5 d'octubre de 2011, i va completar la seva primera temporada. El 31 d'octubre de 2011, FX va anunciar que la sèrie havia sigut renovada per una segona temporada i que constaria de 13 episodis o més. Al 22 de desembre de 2011, Ryan Murphy anuncià la intenció de canviar la localització i els personatges de la segona temporada respecte als de la primera.
La segona temporada començà a emetre's finalment el 17 d'octubre de 2012, i se situà el 1964 a l'Institut Mental de Briarcliff, explicant les terrorífiques històries dels nombrosos pacients, doctors i monges que ocupen aquest asil. Tot i que les històries i situacions són diferents, molts actors eren els mateixos que a la primera temporada (Jessica Lange, Evan Peters, Sarah Paulson, Lily Rabe, i Frances Conroy són els actors que han aparegut a totes les temporades fins ara) però amb diferents personatges en cada temporada. Al 15 de novembre de 2012, FX renovà la sèrie per una tercera temporada, que tindria el títol de American Horror Story: Coven.
El 16 de novembre de 2022, s'han emès 123 episodis d'American Horror Story, concloent l'onzena temporada. El gener de 2020, la sèrie es va renovar per tres temporades més, fins a la tretzena. La dotzena temporada s'estrenarà el 20 de setembre de 2023.

## Temporades
| Temporada | Temporada | Títol          | Episodis | Emissió                | Emissió                |
| Temporada | Temporada | Títol          | Episodis | Inici de temporada     | Final de temporada     |
| --------- | --------- | -------------- | -------- | ---------------------- | ---------------------- |
|           | 1         | Murder House   | 12       | 5 d'octubre de 2011    | 21 de desembre de 2011 |
|           | 2         | Asylum         | 13       | 17 d'octubre de 2012   | 23 de gener de 2013    |
|           | 3         | Coven          | 13       | 9 d'octubre de 2013    | 15 de gener de 2014    |
|           | 4         | Freak Show     | 13       | 8 d'octubre de 2014    | 21 de gener de 2015    |
|           | 5         | Hotel          | 12       | 7 d'octubre de 2015    | 13 de gener de 2016    |
|           | 6         | Roanoke        | 10       | 14 de setembre de 2016 | 16 de novembre de 2016 |
|           | 7         | Cult           | 11       | 5 de setembre de 2017  | 14 de novembre de 2017 |
|           | 8         | Apocalypse     | 10       | 12 de setembre de 2018 | 14 de novembre de 2018 |
|           | 9         | 1984           | 9        | 18 de setembre de 2019 | 13 de novembre de 2019 |
|           | 10        | Double Feature | 10       | 25 d'agost de 2021     | 20 d'octubre de 2021   |
|           | 11        | NYC            | 10       | 19 d'octubre de 2022   | 16 de novembre 2022    |
|           | 12        | Delicate       | 9        | 20 de setembre de 2023 | 24 d'abril de 2024     |

## Episodis

### Murder House (2011)
Article principal: American Horror Story: Murder House
| Núm. en sèrie | Núm. en temp | Títol                 | Dirigit per         | Escrit per                 | Data d'emissió original | Prod.codi | Espectadors (milions) |
| 1             | 1            | «Pilot»               | Ryan Murphy         | Ryan Murphy & Brad Falchuk | 5 d'octubre del 2011    | 1ATS79    | 3,18 8                |
| 2             | 2            | «Home Invasion»       | Alfonso Gómez-Rejón | Ryan Murphy & Brad Falchuk | 12 d'octubre del 2011   | 1ATS01    | 2,46 9                |
| 3             | 3            | «Murder House»        | Bradley Buecker     | Jennifer Salt              | 19 d'octubre del 2011   | 1ATS02    | 2,59 10               |
| 4             | 4            | «Halloween (Part 1)»  | David Semel         | James Wong                 | 26 d'octubre del 2011   | 1ATS03    | 2,96 11               |
| 5             | 5            | «Halloween (Part 2)»  | David Semel         | Tim Minear                 | 2 de novembre de 2011   | 1ATS04    | 2,74 12               |
| 6             | 6            | «Piggy Piggy»         | Michael Uppendahl   | Jessica Sharzer            | 9 de novembre de 2011   | 1ATS05    | 2,83 13               |
| 7             | 7            | «Open House»          | Tim Hunter          | Brad Falchuk               | 16 de novembre de 2011  | 1ATS06    | 3,06 14               |
| 8             | 8            | «Rubber Man»          | Miguel Arteta       | Ryan Murphy                | 23 de novembre de 2011  | 1ATS07    | 2,81 15               |
| 9             | 9            | «Spooky Little Girl»  | John Scott          | Jennifer Salt              | 30 de novembre de 2011  | 1ATS08    | 2,85 16               |
| 10            | 10           | «Smoldering Children» | Michael Lehmann     | James Wong                 | 7 de desembre de 2011   | 1ATS09    | 2,54 17               |
| 11            | 11           | «Birth»               | Alfonso Gómez-Rejón | Tim Minear                 | 14 de desembre de 2011  | 1ATS10    | 2,59 18               |
| 12            | 12           | «Afterbirth»          | Bradley Buecker     | Jessica Sharzer            | 21 de desembre de 2011  | 1ATS11    | 3,22 19               |

### Asylum (2012–13)
| Núm. en sèrie | Núm. en temp | Títol                        | Dirigit per         | Escrit per      | Data d'emissió original | Prod.codi | Espectadors (milions) |
| 13            | 1            | «Welcome to Briarcliff»      | Bradley Buecker     | Tim Minear      | 17 d'octubre del 2012   | 2ATS01    | 3,85 21               |
| 14            | 2            | «Tricks and Treats»          | Bradley Buecker     | James Wong      | 24 d'octubre del 2012   | 2ATS02    | 3,06 22               |
| 15            | 3            | «Nor'easter»                 | Michael Uppendahl   | Jennifer Salt   | 31 d'octubre del 2012   | 2ATS03    | 2,47 23               |
| 16            | 4            | «I Am Anne Frank (Part 1)»   | Michael Uppendahl   | Jessica Sharzer | 7 de novembre de 2012   | 2ATS04    | 2,65 24               |
| 17            | 5            | «I Am Anne Frank (Part 2)»   | Alfonso Gómez-Rejon | Brad Falchuk    | 14 de novembre de 2012  | 2ATS05    | 2,78 25               |
| 18            | 6            | «The Origins of Monstrosity» | David Semel         | Ryan Murphy     | 21 de novembre de 2012  | 2ATS06    | 1,89 26               |
| 19            | 7            | «Dark Cousin»                | David Semel         | Tim Minear      | 28 de novembre de 2012  | 2ATS07    | 2,27 27               |
| 20            | 8            | «Unholy Night»               | Michael Lehmann     | James Wong      | 5 de desembre de 2012   | 2ATS08    | 2,36 28               |
| 21            | 9            | «The Coat Hanger»            | Jeremy Podeswa      | Jennifer Salt   | 12 de desembre de 2012  | 2ATS09    | 2,22 29               |
| 22            | 10           | «The Name Game»              | Michael Lehmann     | Jessica Sharzer | 2 de gener de 2013      | 2ATS10    | 2,21 30               |
| 23            | 11           | «Spilt Milk»                 | Alfonso Gomez-rejon | Brad Falchuk    | 9 de gener de 2013      | 2ATS11    | 2,51 31               |
| 24            | 12           | «Continuum»                  | Craig Zisk          | Ryan Murphy     | 16 de gener de 2013     | 2ATS12    | 2,30 32               |
| 25            | 13           | «Madness Ends»               | Alfonso Gómez-Rejón | Tim Minear      | 23 de gener de 2013     | 2ATS13    | 2,29 33               |

### Coven (2013–14)
| Núm. en sèrie | Núm. en temp | Títol                                  | Dirigit per         | Escrit per                 | Data d'emissió original | Prod.codi | Espectadors (milions) |
| 26            | 1            | «Bitchcraft»                           | Alfonso Gomez-Rejon | Ryan Murphy & Brad Falchuk | 9 d'octubre del 2013    | 3ATS01    | 5,54 35               |
| 27            | 2            | «Boy Parts»                            | Michael Rymer       | Tim Minear                 | 16 d'octubre del 2013   | 3ATS02    | 4,51 36               |
| 28            | 3            | «The Replacements»                     | Alfonso Gomez-Rejon | James Wong                 | 23 d'octubre del 2013   | 3ATS03    | 3,78 37               |
| 29            | 4            | «Fearful Pranks Ensue»                 | Michael Uppendahl   | Jennifer Salt              | 30 d'octubre del 2013   | 3ATS04    | 3,71 38               |
| 30            | 5            | «Burn, Witch. Burn!»                   | Jeremy Podeswa      | Jessica Sharzer            | 6 de novembre de 2013   | 3ATS05    | 3,80 39               |
| 31            | 6            | «The Axeman Cometh»                    | Michael Uppendahl   | Doug Petrie                | 13 de novembre de 2013  | 3ATS06    | 4,16 40               |
| 32            | 7            | «The Dead»                             | Bradley Buecker     | Brad Falchuk               | 20 de novembre de 2013  | 3ATS07    | 4,00 41               |
| 33            | 8            | «The Sacred Taking»                    | Alfonso Gomez-Rejon | Ryan Murphy                | 4 de desembre de 2013   | 3ATS08    | 4,07 42               |
| 34            | 9            | «Head»                                 | Howard Deutch       | Tim Minear                 | 11 de desembre de 2013  | 3ATS09    | 3,94 43               |
| 35            | 10           | «The Magical Delights of Stevie Nicks» | Alfonso Gómez-Rejón | James Wong                 | 8 de gener de 2014      | 3ATS10    | 3,49 44               |
| 36            | 11           | «Protect the Coven»                    | Bradley Buecker     | Jennifer Salt              | 15 de gener de 2014     | 3ATS11    | 3,46 45               |
| 37            | 12           | «Go to Hell»                           | Alfonso Gómez-Rejón | Jessica Sharzer            | 22 de gener de 2014     | 3ATS12    | 4,24 46               |
| 38            | 13           | «The Seven Wonders»                    | Alfonso Gómez-Rejón | Douglas Petrie             | 29 de gener de 2014     | 3ATS13    | 4,24 47               |

### Freak show (2014–15)
Article Principal: American Horror Story: Freak Show
| Núm. en sèrie | Núm. en temp | Títol                       | Dirigit per         | Escrit per                 | Data d'emissió original | Prod.codi | Espectadors (milions) |
| 39            | 1            | «Monsters Among Us»         | Ryan Murphy         | Ryan Murphy & Brad Falchuk | 8 d'octubre del 2014    | 4ATS01    | 6,13 49               |
| 40            | 2            | «Massacres and Matinees»    | Alfonso Gómez-Rejon | Tim Minear                 | 15 d'octubre del 2014   | 4ATS02    | 4,53 50               |
| 41            | 3            | «Edward Mordrake (Part 1)»  | Michael Uppendahl   | James Wong                 | 22 d'octubre del 2014   | 4ATS03    | 4,44 51               |
| 42            | 4            | «Edward Mordrake (Part 2)»  | Howard Deutch       | Jennifer Salt              | 29 d'octubre del 2014   | 4ATS04    | 4,51 52               |
| 43            | 5            | «Pink Cupcakes»             | Michael Uppendahl   | Jessica Sharzer            | 5 de novembre de 2014   | 4ATS05    | 4,22 53               |
| 44            | 6            | «Bullseye»                  | Howard Deutch       | John J. Gray               | 12 de novembre de 2014  | 4ATS06    | 3,65 54               |
| 45            | 7            | «Test of Strength»          | Anthony Hemingway   | Crystal Liu                | 19 de novembre de 2014  | 4ATS07    | 3,91 55               |
| 46            | 8            | «Blood Bath»                | Bradley Buecker     | Ryan Murphy                | 3 de desembre de 2014   | 4ATS08    | 3,30 56               |
| 47            | 9            | «Tupperware Party Massacre» | Loni Peristere      | Brad Falchuk               | 10 de desembre de 2014  | 4ATS09    | 3,07 57               |
| 48            | 10           | «Orphans»                   | Bradley Buecker     | James Wong                 | 17 de desembre de 2014  | 4ATS10    | 2,99 58               |
| 49            | 11           | «Magical Thinking»          | Michael Goi         | Jennifer Salt              | 7 de gener de 2015      | 4ATS11    | 3,11 59               |
| 50            | 12           | «Show Stoppers»             | Loni Peristere      | Jessica Sharzer            | 15 de gener de 2015     | 4ATS12    | 2,94 60               |
| 51            | 13           | «Curtain Call»              | Bradley Buecker     | John J. Gray               | 21 de gener de 2015     | 4ATS13    | 3,27 61               |

### Hotel (2015–16)
Article Principal: American Horror Story: Hotel
| Núm. en serie | Núm. en temp | Títol                         | Dirigit per       | Escrit per                 | Data d'emissió original | Prod.codi | Espectadors (milions) |
| 52            | 1            | «Checking In»                 | Ryan Murphy       | Ryan Murphy & Brad Falchuk | 7 d'octubre del 2015    | 5ATS01    | 5,81 63               |
| 53            | 2            | «Xutes and Ladders»           | Bradley Buecker   | Tim Minear                 | 14 d'octubre del 2015   | 5ATS02    | 4,06 64               |
| 54            | 3            | «Mommy»                       | Bradley Buecker   | James Wong                 | 21 d'octubre del 2015   | 5ATS03    | 3,20 65               |
| 55            | 4            | «Devil Night's»               | Loni Peristere    | Jennifer Salt              | 28 d'octubre del 2015   | 5ATS04    | 3,04 66               |
| 56            | 5            | «Room Service»                | Michael Goi       | Ned Martel                 | 4 de novembre de 2015   | 5ATS05    | 2,87 67               |
| 57            | 6            | «Room 33»                     | Loni Peristere    | John J. Gray               | 11 de novembre de 2015  | 5ATS06    | 2,64 68               |
| 58            | 7            | Flicker»                      | Michael Goi       | Crystal Liu                | 18 de novembre de 2015  | 5ATS07    | 2,64 69               |
| 59            | 8            | «The Ten Commandments Killer» | Loni Peristere    | Ryan Murphy                | 2 de desembre de 2015   | 5ATS08    | 2,31 70               |
| 60            | 9            | «She Wants Revenge»           | Michael Uppendahl | Brad Falchuk               | 9 de desembre de 2015   | 5ATS09    | 2,14 71               |
| 61            | 10           | «She Gets Revenge»            | Bradley Buecker   | James Wong                 | 16 de desembre de 2015  | 5ATS10    | 1,85 72               |
| 62            | 11           | «Battle Royale»               | Michael Uppendahl | Ned Martel                 | 6 de gener de 2016      | 5ATS11    | 1,84 73               |
| 63            | 12           | «Be Our Guest»                | Bradley Buecker   | John J. Gray               | 13 de gener de 2016     | 5ATS12    | 2,24 74               |

### Roanoke (2016)
Article Principal: American Horror Story: Roanoke
| Núm. en serie | Núm. en temp. | Títol        | Dirigit per           | Escrit per                 | Data d'emissió original | Prod.codi | Espectadors (milions) |
| 64            | 1             | «Chapter 1»  | Bradley Buecker       | Ryan Murphy i Brad Falchuk | 14 de setembre de 2016  | 6ATS01    | 5.14                  |
| 65            | 2             | «Chapter 2»  | Miquel Goi            | Tim Minear                 | 21 de setembre de 2016  | 6ATS02    | 3,27                  |
| 66            | 3             | «Chapter 3»  | Jennifer Lynch        | James Wong                 | 28 de setembre de 2016  | 6ATS03    | 3,08                  |
| 67            | 4             | «Chapter 4»  | Marita Grabiak        | John J. Gray               | 5 d'octubre de 2016     | 6ATS04    | 2,83                  |
| 68            | 5             | «Chapter 5»  | Nelson Cragg          | Akela Cooper               | 12 d'octubre de 2016    | 6ATS05    | 2,82                  |
| 69            | 6             | «Chapter 6»  | Àngela Bassett        | Ned Martel                 | 19 d'octubre de 2016    | 6ATS06    | 2,48                  |
| 70            | 7             | «Chapter 7»  | Elodie Keene          | Crystal Liu                | 26 d'octubre de 2016    | 6ATS07    | 2,62                  |
| 71            | 8             | «Chapter 8»  | Gwyneth Horder-Payton | Todd Kubrak                | 2 de novembre de 2016   | 6ATS08    | 2,20                  |
| 72            | 9             | «Chapter 9»  | Alexis O. Korycinski  | Tim Minear                 | 9 de novembre de 2016   | 6ATS09    | 2,43                  |
| 73            | 10            | «Chapter 10» | Bradley Buecker       | Ryan Murphy i Brad Falchuk | 16 de novembre de 2016  | 6ATS10    | 2,45                  |

### Cult (2017)
Article Principal: American Horror Story: Cult
| Núm. en sèrie | Núm. en temp | Títol                                         | Dirigit per           | Escrit per                 | Data d'emissió original | Prod.codi | Espectadors (milions) |
| 74            | 1            | «Election Night»                              | Bradley Buecker       | Ryan Murphy i Brad Falchuk | 5 de setembre de 2017   | 7ATS01    | 3,93                  |
| 75            | 2            | «Don't Be Afraid of the Dark»                 | Liza Johnson          | Tim Minear                 | 12 de setembre de 2017  | 7ATS02    | 2,38                  |
| 76            | 3            | «Neighbors from Hell»                         | Gwyneth Horder-Payton | James Wong                 | 19 de setembre de 2017  | 7ATS03    | 2,25                  |
| 77            | 4            | «11/9»                                        | Gwyneth Horder-Payton | John J. Gray               | 26 de setembre de 2017  | 7ATS04    | 2.13                  |
| 78            | 5            | «Holes»                                       | Maggie Kiley          | Crystal Liu                | 3 d'octubre de 2017     | 7ATS05    | 2,20                  |
| 79            | 6            | «Mid-western Assasin»                         | Bradley Buecker       | Todd Kubrak                | 10 d'octubre de 2017    | 7ATS06    | 2,15                  |
| 80            | 7            | «Valerie Solanas died for your sins: Scumbag» | Rachel Goldberg       | Crystal Liu                | 17 d'octubre de 2017    | 7ATS07    | 2,07                  |
| 81            | 8            | «Winter of Our Discontent»                    | Bàrbara Brown         | Joshua Green               | 24 d'octubre de 2017    | 7ATS08    | 2,06                  |
| 82            | 9            | «Drink the Kool-Aid»                          | Angela Bassett        | Adam Penn                  | 31 d'octubre de 2017    | 7ATS09    | 1,48                  |
| 83            | 10           | «Charles (Manson) in Charge»                  | Bradley Buecker       | Ryan Murphy i Brad Falchuk | 7 de novembre de 2017   | 7ATS10    | 1,82                  |
| 84            | 11           | «Great Again»                                 | Jennifer Lynch        | Tim Minear                 | 14 de novembre de 2017  | 7ATS11    | 1,97                  |

### Apocalypse (2018)
Article principal: American Horror Story: Apocalypse
| Núm. en serie | Núm. en temp | Títol                    | Dirigit per           | Escrit per                 | Data d'emissió original | Prod.codi | Espectadors (milions) |
| 85            | 1            | «The End»                | Bradley Buecker       | Ryan Murphy i Brad Falchuk | 12 de setembre de 2018  | 8ATS01    | 3,08                  |
| 86            | 2            | «The Morning After»      | Jennifer Lynch        | James Wong                 | 19 de setembre de 2018  | 8ATS02    | 2,21                  |
| 87            | 3            | «Forbidden Fruit»        | Loni Peristere        | Manny Coto                 | 26 de setembre de 2018  | 8ATS03    | 1,95                  |
| 88            | 4            | «Could It Be... Satan?»  | Sheree Folkson        | Tim Minear                 | 3 d'octubre de 2018     | 8ATS04    | 2,02                  |
| 89            | 5            | «Boy Wonder»             | Gwyneth Horder-Payton | John J. Gray               | 10 d'octubre de 2018    | 8ATS05    | 2.12                  |
| 90            | 6            | «Return to Murder House» | Sarah Paulson         | Crystal Liu                | 17 d'octubre de 2018    | 8ATS06    | 2,01                  |
| 91            | 7            | «Traitor»                | Jennifer Lynch        | Adam Penn                  | 24 d'octubre de 2018    | 8ATS07    | 1,85                  |
| 92            | 8            | «Sojourn»                | Bradley Buecker       | Josh Green                 | 31 d'octubre de 2018    | 8ATS08    | 1,63                  |
| 93            | 9            | «Fire and Reign»         | Jennifer Arnold       | Asha Michelle Wilson       | 7 de novembre de 2018   | 8ATS09    | 1,65                  |
| 94            | 10           | «Apocalypse Then»        | Bradley Buecker       | Ryan Murphy i Brad Falchuk | 14 de novembre de 2018  | 8ATS10    | 1,83                  |

### 1984 (2019)
Article principal: American Horror Story: 1984
| Núm. en serie | Núm. en temp | Títol               | Dirigit per           | Escrit per                 | Data d'emissió original | Prod.codi | Espectadors (milions) |
| 95            | 1            | «Camp Redwood»      | Bradley Buecker       | Ryan Murphy i Brad Falchuk | 18 de setembre de 2019  | 9ATS01    | 2,13                  |
| 96            | 2            | «Mr. Jingles»       | John J. Gray          | Tim Minear                 | 25 de setembre de 2019  | 9ATS02    | 1,49                  |
| 97            | 3            | «Slashdance»        | Mary Wigmore          | James Wong                 | 2 d'octubre de 2019     | 9ATS03    | 1,34                  |
| 98            | 4            | «True Killers»      | Jennifer Lynch        | Jay Beattie                | 9 d'octubre de 2019     | 9ATS04    | 1,29                  |
| 99            | 5            | «Red Dawn»          | Gwyneth Horder-Payton | Dan Dworkin                | 16 d'octubre de 2019    | 9ATS05    | 1,09                  |
| 100           | 6            | «Episode 100»       | Loni Peristere        | Ryan Murphy i Brad Falchuk | 23 d'octubre de 2019    | 9ATS06    | 1,35                  |
| 101           | 7            | «The Lady in White» | Liz Friedlander       | John J. Gray               | 30 d'octubre de 2019    | 9ATS07    | 1,05                  |
| 102           | 8            | «Rest in Pieces»    | Gwyneth Horder-Payton | Adam Penn                  | 6 de novembre de 2019   | 9ATS08    | 1,05                  |
| 103           | 9            | «Final Girl»        | John J. Gray          | Crystal Liu                | 13 de novembre de 2019  | 9ATS09    | 1,08                  |

### Double Feature (2021)
Article principal: American Horror Story: Double Feature
| Núm. en serie        | Núm. en temp | Títol                    | Dirigit per                 | Escrit per                                               | Data d'emissió original | Prod.codi | Espectadors (milions) |
| Part 1: Red Tide     |              |                          |                             |                                                          |                         |           |                       |
| 104                  | 1            | «Cape Fear»              | John J. Gray                | Ryan Murphy i Brad Falchuk                               | 25 d'agost de 2021      | AATS01    | 0,93                  |
| 105                  | 2            | «Pale»                   | Loni Peristere              | Brad Falchuk i Ryan Murphy                               | 25 d'agost de 2021      | AATS02    | 0,58                  |
| 106                  | 3            | «Thirst»                 | Loni Peristere              | Brad Falchuk                                             | 1 de setembre de 2021   | AATS03    | 0,70                  |
| 107                  | 4            | «Blood Buffet»           | Axelle Carolyn              | Brad Falchuk                                             | 8 de setembre de 2021   | AATS04    | 0,61                  |
| 108                  | 5            | «Gaslight»               | John J. Gray                | Brad Falchuk i Manny Coto                                | 15 de setembre de 2021  | AATS05    | 0,64                  |
| 109                  | 6            | «Winter Kills»           | John J. Gray                | Brad Falchuk i Manny Coto                                | 22 de setembre de 2021  | AATS06    | 0,73                  |
| Part 2: Death Valley |              |                          |                             |                                                          |                         |           |                       |
| 110                  | 7            | «Take Me To Your Leader» | Max Winkler                 | Brad Falchuk, Kristen Reidel i Manny Coto                | 29 de setembre de 2021  | AATS07    | 0,69                  |
| 111                  | 8            | «Inside»                 | Tessa Blake                 | Manny Coto, Kristen Reidel i Brad Falchuk                | 6 d'octubre de 2021     | AATS08    | 0,48                  |
| 112                  | 9            | «Blue Moon»              | Laura Belsey i John J. Gray | Kristen Reidel i Manny Coto i Reilly Smith               | 13 d'octubre de 2021    | AATS09    | 0,58                  |
| 113                  | 10           | «The Future Perfect»     | Axelle Carolyn              | Brad Falchuk i Manny Coto, Kristen Reidel i Reilly Smith | 20 d'octubre de 2021    | AATS10    | 0,58                  |

### NYC (2022)
Article principal: American Horror Story: NYC
| Núm. en serie | Núm. en temp | Títol                        | Dirigit per      | Escrit per                               | Data d'emissió original | Prod.codi | Espectadors (milions) |
| 114           | 1            | «Something's Coming»         | John J. Gray     | Ryan Murphy i Brad Falchuk               | 19 d'octubre de 2022    | BATS01    | 0,38                  |
| 115           | 2            | «Thank You for Your Service» | Max Winkler      | Ned Martel, Charlie Carver i Manny Coto  | 19 d'octubre de 2022    | BATS02    | 0,28                  |
| 116           | 3            | «Smoke Signals»              | John J. Gray     | Brad Falchuk i Manny Coto                | 26 d'octubre de 2022    | BATS03    | 0,38                  |
| 117           | 4            | «Black Out»                  | Jennifer Lynch   | Ned Martel i Charlie Carver              | 26 d'octubre de 2022    | BATS04    | 0,28                  |
| 118           | 5            | «Bad Fortune»                | Paris Barclay    | Nostra Senyora J & Jennifer Salt         | 2 de novembre de 2022   | BATS05    | 0,27                  |
| 119           | 6            | «The Body»                   | John J. Gray     | Brad Falchuk i Manny Coto i Our Lady J   | 2 de novembre de 2022   | BATS06    | 0,19                  |
| 120           | 7            | «The Sentinel»               | Paris Barclay    | Our Lady J & Manny Coto                  | 9 de novembre de 2022   | BATS07    | 0,27                  |
| 121           | 8            | «Fire Island»                | Jennifer Lynch   | Ned Martel i Charlie Carver i Our Lady J | 9 de novembre de 2022   | BATS08    | 0,15                  |
| 122           | 9            | «Requiem 1981/1987 Part 1»   | Nostra Senyora J | Nostra Senyora J                         | 16 de novembre de 2022  | BATS09    | 0,28                  |
| 123           | 10           | «Requiem 1981/1987 Part 2»   | Jennifer Lynch   | Ned Martel i Charlie Carver              | 16 de novembre de 2022  | BATS10    | 0,19                  |

### Delicate (2023-24)
Article principal: American Horror Story: Delicate
| Núm. en serie | Núm. en temp | Títol                   | Dirigit per     | Escrit per     | Data d'emissió original | Prod.codi | Espectadors (milions) |
| Part 1        |              |                         |                 |                |                         |           |                       |
| 124           | 1            | «Multiply Thy Pain»     | Jessica Yu      | Halley Feiffer | 20 de setembre de 2023  | CATS01    | 0,45                  |
| 125           | 2            | «Rockabye»              | Jennifer Lynch  | Halley Feiffer | 27 de setembre de 2023  | CATS02    | 0,32                  |
| 126           | 3            | «When The Bough Breaks» | Jennifer Lynch  | Halley Feiffer | 4 d'octubre de 2023     | CATS03    | 0,37                  |
| 127           | 4            | «Vanishing Twin»        | John J. Gray    | Halley Feiffer | 11 d'octubre de 2023    | CATS04    | 0,36                  |
| 128           | 5            | «Preech»                | John J. Gray    | Halley Feiffer | 18 d'octubre de 2023    | CATS05    | 0,24                  |
| Part 2        |              |                         |                 |                |                         |           |                       |
| 129           | 6            | «Opening Night»         | Bradley Buecker | Halley Feiffer | 3 d'abril de 2024       | CATS06    | 0,24                  |
| 130           | 7            | «Ave Hestia»            | Jennifer Lynch  | Halley Feiffer | 10 d'abril de 2024      | CATS07    | 0,31                  |
| 131           | 8            | «Little Gold Man»       | Jennifer Lynch  | Halley Feiffer | 17 d'abril de 2024      | CATS08    | 0,16                  |
| 132           | 9            | «The Auteur»            | John J. Gray    | Halley Feiffer | 24 d'abril de 2024      | CATS09    | 0,23                  |